# Janier Acevedo
Janier Acevedo é um ciclista profissional colombiano formado ciclísticamente em Medellín, nasceu o 6 de dezembro de 1985 em Caramanta, (Antioquia). Actualmente corre para a equipa estadounidense de categoria Profissional Continental o UnitedHealthcare.

## Biografia
Sem provir de uma família unida ao ciclismo, Acevedo utilizava a bicicleta simplesmente como meio de transporte. Depois de ver corridas como o Tour de França o converteu em seu desporto preferido e começou a competir já com 19 anos, nas bichas do Orgulho Paisa, onde permaneceu unido grande parte de sua carreira. Em seu palmarés com este equipa se destacam seus triunfos em Costa Rica. Depois de ser 2º e 3º na Volta Higuito nos anos 2006 e 2007, conseguiu a vitória nesta corrida costarricense em novembro de 2009. Pouco mais de um mês depois ganhou a corrida mais importante desse país, a Volta a Costa Rica.
Estreou como profissional em 2011 na mesma equipa, chamado nesse ano Gobernación de Antioquia. Essa temporada numa gira por Estados Unidos ganhou uma etapa do Tour de Utah e foi segundo na classificação da montanha.
Em 2013 passou a defender ao Jamis-Hagens Berman equipa continental de Estados Unidos e conseguiu destacadas actuações. Fez pódio em dois das carreiras mais importantes desse país, sendo 3º no Tour de Califórnia (onde também ganhou uma etapa) e a mesma posição no Tour de Utah, bem como a 4.ª posição no USA Pro Cycling Challenge.
Estas actuações além de fazê-lo escalar à posição número 1 do ranking americano (o qual finalmente ganhou), não passaram desapercebidas e foi cobiçado por várias equipas UCI ProTeam. Em 1 de setembro, o Omega Pharma-Quick Step anunciou em sua página site a chegada do ciclista colombiano por duas temporadas, facto que foi desmentido pelo próprio ciclista em seu twitter. Finalmente 2 de outubro assinou contrato com o Garmin-Sharp, equipa com o já tinha um pré acordo desde o USA Pró Cycling Challenge, indicou o manager da equipa Jonathan Vaughters.

## Palmarés
2006
- 2º na Volta Higuito

2007
- 3º na Volta Higuito

2009
- Volta Higuito
- Volta a Costa Rica, mais 2 etapas

2010
- 1 etapa da Volta a Guatemala

2011
- 1 etapa do Tour de Utah

2013
- 1 etapa do Tour de Gila
- 1 etapa do Tour de Califórnia
- 1 etapa do USA Pro Cycling Challenge
- UCI America Tour

2016
- 1 etapa da Joe Martin Stage Race

## Resultados em Grandes Voltas e Campeonatos do Mundo
Durante a sua carreira desportiva tem conseguido os seguintes postos nas Grandes Voltas e nos Campeonatos do Mundo em estrada:
| Corrida            | 2013 | 2014 | 2015 | 2016 | 2017 | 2018 |
| ------------------ | ---- | ---- | ---- | ---- | ---- | ---- |
| Giro de Itália     | -    | -    | 120º | -    | -    | -    |
| Tour de France     | -    | Ab.  | -    | -    | -    | -    |
| Volta a Espanha    | -    | -    | -    | -    | -    | -    |
| Mundial em Estrada | Ab.  | Ab.  | -    | -    | -    | -    |

-: não participa
Ab.: abandono

## Equipas
- Gobernación de Antioquia-Indeportes Antioquia (2011-2012)
- Jamis-Hagens Berman (2013)
- Garmin/Cannondale (2014-2015)
  - Garmin-Sharp (2014)
  - Team Cannondale-Garmin (2015)
- Team Jamis (2016)
- UnitedHealthcare (2017-2018)